# Nägelesfelsen
Der Nägelesfelsen ist ein vom damaligen württembergischen Kultministerium am 23. August 1937 durch Verordnung ausgewiesenes Naturschutzgebiet auf dem Gebiet der Stadt Bad Urach im Landkreis Reutlingen.

## Lage
Das Naturschutzgebiet Nägelesfelsen liegt nördlich der Stadt Bad Urach an einem südwestexponierten Hang über dem Ermstal, der durch die Oxford-Schichten gebildet wird. Das Gebiet gehört zum Naturraum Mittlere Kuppenalb.

## Landschaftscharakter
Der Charakter des Gebiets wird im Wesentlichen durch die fast senkrechten Felswände und Felstürme geprägt. Unterhalb befinden sich Schutthalden. Die Felswände sind nahezu unbewachsen, die flacheren Bereiche sind mit Eichen- und Buchentrockenwäldern bestockt. Außerdem finden sich echte Steppenheide-Bestände im Gebiet.

## Geschichte
Das Gebiet wurde bereits 1924 als Bannwald ausgewiesen. 1937 wurde es durch eine vom damaligen württembergischen Kultminister Christian Mergenthaler unterzeichnete Verordnung unter Naturschutz gestellt. Unter dem Namen Nägelesfelsen und Höhlen NE von Bad Urach ist das Gebiet auch als Geotop geschützt.

## Flora und Fauna
Im Gebiet gedeiht die besonders geschützte Pfingstnelke, die auch Felsennägele genannt wird und dem Felsen den Namen gegeben hat. Weitere nennenswerte Arten sind Zerstreutes Gabelzahnmoos, Braunrote Stendelwurz und Rispen-Steinbrech.